# Crioceras dipladeniiflorus
Crioceras dipladeniiflorus är en oleanderväxtart som först beskrevs av Otto Stapf, och fick sitt nu gällande namn av Karl Moritz Schumann. Crioceras dipladeniiflorus ingår i släktet Crioceras och familjen oleanderväxter. Inga underarter finns listade i Catalogue of Life.